# Jean-Charles Sénac
Jean-Charles Sénac (født 23. maj 1985) er en fransk tidligere professionel cykelrytter, som cyklede for det professionelle cykelhold Ag2r-La Mondiale.